# Direction générale des Services spéciaux
La direction générale des Services spéciaux (DGSS) est le service de renseignement et d'action français ayant résulté de la fusion, en octobre 1943, du Bureau central de renseignements et d'action (BCRA) de Londres et des Services de renseignements français d'Alger.

## Création de la DGSS
À la suite du débarquement des Alliés en Afrique du Nord en novembre 1942 et la constitution du Comité français de Libération nationale (CFLN) en juin 1943, la question de l'unification des services secrets français se posa. 
Le débarquement en Afrique du nord suivi de l'invasion de la zone sud de la France par les Allemands conduit nombre d'agents du service de renseignements de Vichy à rejoindre Alger. Cependant, la rivalité entre le général de Gaulle et le général Giraud impose pendant quelque temps une dualité entre les services spéciaux :
- BRAL, bureau de renseignements et d'action de Londres (ex-BCRA), dirigé par André Dewavrin, créateur des services de la France Libre à Londres,
- BRAA, bureau de renseignements et d'action d’Alger, dirigé par le colonel Louis Rivet et le commandant Paul Paillole, giraudistes.

Une première tentative de coordination du BCRA de Londres et des services d'Alger eut lieu le 4 octobre 1943. Un décret du 19 novembre 1943 organisa la fusion des services au sein de la Direction générale des services spéciaux (DGSS). Le CFLN nomma à sa tête Jacques Soustelle.

## Organisation de la DGSS
Le DGSS comprenait : 
- une direction technique (DTSS dirigée par le colonel Passy), groupant tous les services de renseignements et d'action d'Alger (BRAA dirigé par André Pelabon), ceux de Londres (BRAL dirigé par André Manuel) ; elle était formée par la réunion du BCRA et des éléments apportés à chaque section par les services du général Giraud ;
- un centre de documentation et d'études ;
- une direction de la sûreté aux armées ;
- une direction des contrôles techniques.

Les gaullistes ont donc gagné la partie mais la fusion ne fut pas aisée.

## Disparition de la DGSS
En octobre 1944, la DGSS, dont les deux dernières lettres sont peu appréciées, devient la Direction générale des études et recherches (DGER). Jacques Soustelle est confirmé à sa tête.